# Jean-Jacques van Zuylen van Nyevelt
Jean-Jacques Ghislain baron van Zuylen van Nyevelt van de Haar, ook geschreven als Johannes Jacobus Ghislanus van Zuylen van Nijevelt Wyckerslooth, (Brugge, 11 oktober 1752 – 23 januari 1846) was Tweede Kamerlid in het Verenigd Koninkrijk der Nederlanden en burgemeester van Brugge in de Franse tijd en onder het Verenigd Koninkrijk der Nederlanden.

## Biografische gegevens
Van Zuylen van Nyevelt was het tweede kind van dertien en de oudste zoon van Jan Bernard van Zuylen van Nyevelt (1721-1791), schepen van de stad Brugge en algemeen postmeester voor Brugge en het Brugse Vrije, en van Isabelle du Bois de Leyseele (1730-1804).
Hij was in 1788 gehuwd met Maria Elisabeth van Wyckerslooth van Weerdesteyn, uit een katholieke Utrechtse adellijke familie (Utrecht, 1759 - Brugge, 1815), een gezin dat kinderloos bleef. Het toont aan dat hij contacten had met de Noord-Nederlandse tak van de familie en hij werd trouwens heer van De Haar bij Utrecht en de eigenaar van het (toen vervallen) kasteel De Haar. Dit kasteel en domein behoorde sedert 1449 aan de van Zuylens en na het overlijden in 1801 van de ongehuwde laatste telg van de katholieke Noord-Nederlandse tak werd Jean-Jacques, als aangewezen erfgenaam, de nieuwe eigenaar. Tot in 2000 bleven kasteel en 400 ha park in familiebezit en werden toen de eigendom van de Stichting Kasteel De Haar (voor wat betreft het kasteel en de onmiddellijke omgeving) en van de Vereniging Natuurmonumenten (voor wat betreft het groengebied).
De familie Van Zuylen van Nyevelt behoorde tot een oud geslacht dat zich beschouwde als 'noblesse de race' en onder het ancien régime nooit om adelserkenning had verzocht. Die erkenning kwam er voor het eerst in 1816 toen Jean-Jacques van Zuylen in de eerste groep van erkenning in de erfelijke adel terechtkwam, met benoeming in de Ridderschap van de provincie West-Vlaanderen. Hij kreeg hierbij de baronstitel, overdraagbaar op al zijn nazaten.

## Levensloop
Jean-Jacques van Zuylen van Nyevelt begon zijn beroepsloopbaan als algemeen postmeester voor Brugge en het Brugse Vrije, in opvolging van zijn vader. Er is weinig of niets bekend over hoe hij de woelige revolutiejaren doorbracht. Waarschijnlijk bracht hij een tijd in Nederland door, meer bepaald in Utrecht.
Hij kwam pas tegen het einde van het Franse keizerrijk weer tevoorschijn, als lid van het Brugse stadsbestuur. Toen in 1813 burgemeester Karel Aeneas de Croeser, die het einde van Napoleon zag naderen en zijn voorzorgen nam door ontslag te nemen, werd Van Zuylen door prefect Jean-François Soult als opvolger voorgedragen en werd hij benoemd.
Hij moest Brugge door de moeilijke periode loodsen van het einde van het keizerrijk en de overgang naar het Verenigd Koninkrijk der Nederlanden. In zijn laatste dagen had de Franse overheid nog een buitengewone belasting opgelegd en toen die niet snel genoeg gehonoreerd werd, werd Van Zuylen als gijzelaar meegenomen. Pas nadat de verschuldigde som was overgemaakt, werd hij op vrije voeten gesteld. Terug in zijn stad mocht Van Zuylen er veel overwinnaars van Napoleon begroeten, onder hen op 29 mei 1814 tsaar Alexander I van Rusland.
Ook al had hij de reputatie trouw te zijn aan het Franse regime, en maakte hij anderzijds bekend dat zijn voorkeur ging naar een terugkeer onder Oostenrijks gezag, werd van Zuylen als burgemeester bevestigd, nadat hij, voorzichtig, zijn loyaliteit tegenover het nieuwe Verenigd Koninkrijk der Nederlanden had laten blijken. Het feit dat hij tot een ook in Noord-Nederland bekende en invloedrijke familie behoorde, droeg daar ongetwijfeld toe bij. Hij was ook verwant met Eugène Goubau (1761-1839), die als hoge magistraat moeiteloos van het Frans op het Nederlands regime was overgeschakeld en voor benoemingen in de Zuidelijke Nederlanden veel invloed had. Te vermelden is ook dat een van zijn Noord-Nederlandse neven Van Wyckerslooth, kamerheer was van Willem I (zijn broer, Cornelis van Wyckerslooth (1786-1851) zou in 1833 als titelvoerend bisschop van Curium (in partibus infidelium) voor activiteit in dienst van katholiek Nederland gewijd worden).
Het vertrouwen dat in Van Zuylen werd gesteld kwam dan ook tot uiting, niet alleen door de bevestiging van zijn burgemeestersambt, maar ook door zijn aanstelling (de eerste maal mocht Willem I zelf aanduiden wie hij verkoos) tot lid van de Tweede Kamer der Staten-Generaal.
In 1817 stelde hij zich niet meer verkiesbaar als Kamerlid en nam hij ook ontslag als burgemeester, om te worden opgevolgd door zijn voorganger Karel Aeneas de Croeser. Van toen af had hij ongetwijfeld een volle dagtaak aan zijn jonge echtgenote en de dertien kinderen, die op een tijdspanne van zeventien jaar geboren werden.

## Zorgen voor nakomelingen
Weduwnaar en kinderloos, stelde Jean-Jacques van Zuylen vast dat zijn vijf jongere broers niet zeer ijverig waren in het voortbrengen van mannelijke nakomelingen. Hij die de geschiedenis van de familie goed kende, wist dat talrijke takken de ene na de andere waren uitgestorven. Dit wenste hij aan zijn familie niet toe.
Vijfenzestig geworden, trad hij in het huwelijk in 1817 met zijn tweeënveertig jaar jongere nicht Julienne van Zuylen van Nyevelt (1794-1866), dochter van zijn broer Joseph-Ghislain en zus van Guy van Zuylen van Nyevelt (1809-1852), die in 1830 de dooppeter werd van Guido Gezelle. Ondanks de leeftijd van de echtgenoot, kreeg het gezin van Zuylen-van Zuylen nog dertien kinderen, van wie het laatste in 1835 geboren werd. Onder hen waren er vier zoons die later zouden huwen.
Jean-Jacques was goed geïnspireerd. Het is dankzij hem dat er thans nog Van Zuylens zijn. De nakomelingen van zijn broers bleven zonder mannelijke nakomelingen of zo niet was dit het geval in de volgende generatie, zodat deze takken van naamdragers de ene na de andere uitdoofden.
De Brugse burgemeester Jean-Baptiste Coppieters 't Wallant en het lid van het Nationaal Congres Charles Coppieters Stochove waren zijn neven, zoons van zijn oudste zus Isabelle (1749-1819), die trouwde met Jean-Baptiste Coppieters (1732-1797).

## Sint-Sebastiaansgilde
In 1805 was hij ambteloos burger, maar niettemin lid van een bekende en invloedrijke familie. Hij werd aangezocht en hij aanvaardde om hoofdman te worden van de heropgerichte gilde van handboogschutters Sint-Sebastiaan.
Hij bleef deze functie uitoefenen tot in 1830, toen hij ontslag nam, officieel vanwege ouderdom en gezondheidsproblemen. De voornaamste reden was waarschijnlijk de stijgende kinderlast die hem te beurt viel: hij had toen al tien kinderen met zijn jonge tweede vrouw, en het einde was nog niet in zicht.

## Onderscheidingen
- Ridder in de Orde van de Nederlandse Leeuw